# كاسبر بارتولين الاصغر

De ovariis mulierum et generationis historia epistola anatomica, 1678

كاسبر بارتولين الأصغر باللاتينية: (/bɑːrˈtoʊlɪn, ˈbɑːrtəlɪn/; ؛ ولد في 10/ أيلول/1655 وتوفي في11/حزيران/ 1738، وهو خبير تشريح دينماركي يعد أول من وصف «غدة البارتولين» في القرن السابع عشر. وينسب الفضل في اكتشاف غدة البارتولين أحيانا عن طريق الخطأ إلى جده.

## أوائل حياته وتعليمه
ولد بارتولين في كوبنهاغن في الدنمارك. وينحدر من عائلة عريقة. فهو حفيد عالم اللاهوت والتشريح كاسبر بارتولين الأكبر (1585-1629) وابن العالم في الفيزياء والرياضيات واللاهوت توماس بارتولين (1616-1680). إضافة إلى ذلك كان عمه عالما وفيزيائيا يدعى راسموس بارتولين  (1625-1698).

## سيرته الأكاديمية
بدأ بارتولين دراساته الطبية عام 1671 في سن 16 عاما. وبدءا من عام 1674 درس في هولندا وفرنسا وإيطاليا. ولدى عودته إلى الدنمارك، جرى تعيينه أستاذاً للفلسفة في جامعة كوبنهاغن حيث القى محاضرات في علم التشريح والفيزياء. وقدم وصفاً للغدد التي سميت بعد باسمه عام 1677. وفي عام 1696 تقريبا، كان عالم التشريح الفرنسي المولود في الدنمارك جاكوب بينينوس وينسلو (1669-1760) هو مدعي بارتولين.

## منزله
ورث بارتولين منزل المزرعة والعقار المسمى باللغة الدنماركية Hagestedgard الواقع في هولباك من والده عام 1680. وباع العقار للوريتيس جاكوبسن عام 1575 لكنه استعاده عام 1695. ثم باعه، للمرة الثانية، إلى أورسولا فون بوتبوس عام 1704.

## أعماله
- الانابيب من الممارسات القديمة
- المبايض من تاريخ المرأة وأجيال من الرسالة التشريحية